# Garorock
 (novembre 2024).
 (novembre 2024).
Si vous disposez d'ouvrages ou d'articles de référence ou si vous connaissez des sites web de qualité traitant du thème abordé ici, merci de compléter l'article en donnant les références utiles à sa vérifiabilité et en les liant à la section « Notes et références ».
 (novembre 2024).
La mise en forme du texte ne suit pas les recommandations de Wikipédia : il faut le « wikifier ».
Les points d'amélioration suivants sont les cas les plus fréquents. Le détail des points à revoir est peut-être précisé sur la page de discussion.
- Les titres sont pré-formatés par le logiciel. Ils ne sont ni en capitales, ni en gras.
- Le texte ne doit pas être écrit en capitales (les noms de famille non plus), ni en gras, ni en italique, ni en « petit »…
- Le gras n'est utilisé que pour surligner le titre de l'article dans l'introduction, une seule fois.
- L'italique est rarement utilisé : mots en langue étrangère, titres d'œuvres, noms de bateaux, etc.
- Les citations ne sont pas en italique mais en corps de texte normal. Elles sont entourées par des guillemets français : « et ».
- Les listes à puces sont à éviter, des paragraphes rédigés étant largement préférés. Les tableaux sont à réserver à la présentation de données structurées (résultats, etc.).
- Les appels de note de bas de page (petits chiffres en exposant, introduits par l'outil «  Source ») sont à placer entre la fin de phrase et le point final[comme ça].
- Les liens internes (vers d'autres articles de Wikipédia) sont à choisir avec parcimonie. Créez des liens vers des articles approfondissant le sujet. Les termes génériques sans rapport avec le sujet sont à éviter, ainsi que les répétitions de liens vers un même terme.
- Les liens externes sont à placer uniquement dans une section « Liens externes », à la fin de l'article. Ces liens sont à choisir avec parcimonie suivant les règles définies. Si un lien sert de source à l'article, son insertion dans le texte est à faire par les notes de bas de page.
- La présentation des références doit suivre les conventions bibliographiques. Il est recommandé d'utiliser les modèles {{Ouvrage}}, {{Chapitre}}, {{Article}}, {{Lien web}} et/ou {{Bibliographie}}. Le mode d'édition visuel peut mettre en forme automatiquement les références.
- Insérer une infobox (cadre d'informations à droite) n'est pas obligatoire pour parachever la mise en page.

Pour une aide détaillée, merci de consulter Aide:Wikification.
Si vous pensez que ces points ont été résolus, vous pouvez retirer ce bandeau et améliorer la mise en forme d'un autre article.
Garorock est un festival de musique pop, rap, electro et techno qui a lieu à Marmande, en Lot-et-Garonne, en France.
Le festival a lieu chaque année au début du mois de juillet.

## Histoire
Le festival est fondé en mars 1997, dans les anciens abattoirs de Marmande. Son nom, Garorock, est un jeu de mots mêlant Garonne et Rock, tout en suggérant l'avertissement : "Gare au Rock",.
La première édition comporte peu de groupes. À mesure que la programmation s'étoffe, le festival est déplacé dans la Plaine de la Filhole, un espace moins urbain.
Parmi les artistes venus jouer au festival figurent Public Enemy, Babyshambles, Birdy Nam Nam, Iggy Pop, The Bloody Beetroots, Shaka Ponk, Bloc Party, Alborosie, Ludwig Von 88, Method Man et Redman, The Offspring, Cypress Hill, Muse, Die Antwoord ou Asaf Avidan. Le festival a alors lieu au mois de juin.
En octobre 2018, Olympia Production, filiale du groupe Vivendi, rachète l'intégralité de la société qui organise le festival et en devient ainsi propriétaire.
En avril 2024, Garorock est racheté par le groupe allemand CTS Eventim (en), le « plus important producteur de festival en Europe ». 

## Éditions

### Années 2020
2024
| Jour     | Garonne Stage                                                                 | Wonderland Stage                                                     | Live Stronger Rock Stage                       | Forest Stage                                  | Havana Stage                              |
| -------- | ----------------------------------------------------------------------------- | -------------------------------------------------------------------- | ---------------------------------------------- | --------------------------------------------- | ----------------------------------------- |
| Jeudi    | Calvin Harris, Shaka Ponk, Trinix, Doria, Rivo, Poto Rico                     | Luidji, Mosimann, Bisso x Blackout Sound, Dan Evens                  | La Brigade du Kif, Marto's Pikeurs, Dallegton  | Nicky Elisabeth, Romain Garcia                | Bisso x Blackout Sound, Bosq, Dan Evens   |
| Vendredi | Swedish House Mafia, PLK, Tif, Trackhead, Mass Hystéria                       | Charlotte Cardin, Brutilismus 3000, Creeds, Joris Delacroix          | Not Scientists, Sugar & Tiger, The Hyènes      | Joysad, Molecule Live, Alo Wala               | Becca D, Bisso x Blackout Sound, 1heure42 |
| Samedi   | The Offspring, Paul Kalkbrenner, Timmy Trumpet, Ko Ko Mo, SDM                 | O.B.F x Iration Steppas, Lala & Ce, Trym Presents Millenium A/V Show | Grandmas House, Punky Tunes, Vulves Assassines | Mungo's Hi Fi & Friends, Kampire, Denis Sulta | Isabella Lovestory, Jaja, Kalabass        |
| Dimanche | Sum 41, Kungs Live, Apashe with Brass Orchestra, Rodrigo Y Gabriela, Yungblud | Josman, Julien Granel, L'impératrice                                 | Missio, Les Deuxluxes                          | Massilia Sound System, Dacha Mandala          | Sabor a Mi, Manudigital, Sika Rlion       |

#### 2023[7]
| Jour     | Garonne Stage                                                       | Wonderland Stage                                                     | Live Stronger Rock Stage                                                     | Carribean Stage                                                           | Forest Stage                                                                                   |
| -------- | ------------------------------------------------------------------- | -------------------------------------------------------------------- | ---------------------------------------------------------------------------- | ------------------------------------------------------------------------- | ---------------------------------------------------------------------------------------------- |
| Jeudi    | Almä Mango, Naâman, Tiakola, Macklemore, Boris Brejcha              |                                                                      | Lou strummer, Poesie Zero, Lambrini girls, Betweenatna                       | Nuff love, Mix killaz, Kris Munegu, Darlean                               |                                                                                                |
| Vendredi | Lujipeka, Phoenix, Lomepal, Skrillex                                | Zaoui, Winnterzuko, The Blessed Madonna, I Hate Models               | Lou strummer, Gwendoline Julia Lanoë, Pogo Car Crash Control, Mike rock      | D-Lisha, William NC, Nuff love, Le Kid (groupe), Soom T                   | S;O, Unity, Super Daronne, MYD, Pedro winter Présente ED Banger XX                             |
| Samedi   | Aime Simone, Adé (chanteuse), Shaka Ponk, Central Cee, David Guetta | Meryl (chanteuse), Train fantôme, Lorenzo (rappeur), Mandragora (DJ) | Mondowski, Lee-Ann Curren, The dead krazukies, Casablanca drivers, Mike Rock | Le Kid (groupe), Angela, William NC, Mungo's HI FI & Friends, Kris Munegu | Olivier cachin- rap conference, Mungo's hi fi& friends, Kampire, Denis Sulta, Esteban & s-even |
| Dimanche | Tash Sultana, Rema (chanteur), Louise Attaque, Fred Again           | Pomme (chanteuse), Worakls, Gazo, Feder (DJ)                         | Mondowski, Bilbao Kung-fu, Madam, Mike rock, Novi sad                        | D-Lisha, Angela, Mix Killaz, La famille maraboutage, Darlean              | Nico rodas, Youthstar x miscellaneous, Dylan Dylan, Partiboi69                                 |

#### 2022[8]
| Jour     | Garonne Stage                                               | Scène de la plaine                                               | Scène du Trec                                                                    | Scène Caraïbes                                       | Last Chance Scene                                           | Forest Stage                                                     |
| -------- | ----------------------------------------------------------- | ---------------------------------------------------------------- | -------------------------------------------------------------------------------- | ---------------------------------------------------- | ----------------------------------------------------------- | ---------------------------------------------------------------- |
| Jeudi    | Oboy, Deluxe, Matthieu Chedid, PNL (groupe)                 | Poupie, Rilès, Sean Paul, Jamie xx                               | Kalakan, Georgio, Lala &ce, Synapson, Blaiz fayah                                | Blackout sound system, DJ Neis, Mix killaz, VJ Did   | BOOBOOZZZ ALL STARS & FRIENDS, Herson, Kalabass, Lust lanes |                                                                  |
| Vendredi | Izïa Higelin, Ninho, Green Day,Vitalic                      | Josman, Dropkick Murphys, Laylow, Roméo Elvis                    | Dirty Fonzy, Joysad, Odezenne, Panda Dub, Mezerg                                 | Angela, Kris munegu, S.O, Unity, VJ Did, William NC  | The Excitements, Raeve Art, Gimme Sound, Amplitudes         | Larry Houl, Charly&scotch, Marina Trench, Betty, Scotch-Man      |
| Samedi   | L'Impératrice (groupe), Parcels, Vianney, Orelsan, DJ Snake | Girl in Red, Ibeyi, Nicki Nicole, Cut Killer                     | Caballeros et Jean Jass, Sampa the Great, Thylacine, NTO, Mr Oizo, Anetha, BillX | Angela, Vakbang, Kris Munegu, Mix Killaz, William NC | Esteban, The Brooks, Xuitek, Tev, Nico' rodas, Alya         | The AA, Almä Mango, Mimaa, Voilaaa sound system, Joris Delacroix |
| Dimanche | IAMDDB, SCH (rappeur), Stromae, Martin Garrix               | Vanupié, Lilly Wood and the Prick, Vladimir Cauchemar, The Hives | Kampire, Biga Ranx, Marc Rebillet, Ascendant Vierge                              | Blackout sound system, DJ Neiss, Mix Killaz          | Gones, Martha High                                          | L Teez, Mara, Smokey Joe and the Kid, Specy men, U.R.Trax        |

#### 2021
| Jour     | Artistes                                          |
| -------- | ------------------------------------------------- |
| Jeudi    | Nekfeu, Izia, Tryo...                             |
| Vendredi | PNL, Disclosure, Pomme, The Hives...              |
| Samedi   | Ninho, Acid Arab, Deluxe...                       |
| Dimanche | Martin Garrix, Rilès, Sean Paul, The Lumineers... |

#### 2020
La 24e édition de Garorock devait se dérouler du 25 au 28 juin sur la plaine de la Filhole. Avec la crise sanitaire du Covid-19 et l'annulation de tous les festivals jusqu'à mi-juillet, les organisateurs du festival ont été contraints d'annuler l'édition 2020.
| Jour     | Artistes |
| -------- | --- |
| Jeudi    | Black Eyed Peas, Nekfeu, Alice Merton, Izia, Marc Rebillet, Naive New Beaters, Tryo, YUNGBLUD...                                 |
| Vendredi | PNL, Disclosure, Shaka Ponk, The Hives, Odezenne, Anna (rappeuse), Fatoumata Diawara, Naâman, Pomme, Sofi Tukker...              |
| Samedi   | The Strokes, Acid Arab, Billx, Deluxe, IAMDDB, L'Impératrice, Lemaitre, Nastia, Ninho, Rilès, The Rapture, Vladimir Cauchemar... |
| Dimanche | Martin Garrix, A$AP Rocky, Sean Paul, Lomepal, Aloïse Sauvage, Dombrance, Lorenzo, The Lumineers, Worakls Orchestra...           |

### Années 2010

#### 2019
| Jour     | Artistes |
| -------- | --- |
| Jeudi    | Marshmello, Bigflo & Oli, Angèle, James Blake, Boris Brejcha, Blood Red Shoes, Charlotte De Witte, Bagarre, Moha La Squale, Salut C'est Cool, La Dispute                                     |
| Vendredi | Ben Harper & The Innocent Criminals, Christine and The Queens, Paul Kalkbrenner, Vald, Columbine, Vini Vici, FKJ, Thylacine, Les Hurlements d'Léo, PLK, Kompromat, Kap Bambino               |
| Samedi   | Dj Snake, Sum 41, Lomepal, Feder, Therapie Taxi, Alpha Wann, Vladimir Cauchemar, Georgio, Dima (aka Vitalic), Feu! Chatterton, Jahneration, L'Entourloop feat Troy Berkley & N'Zeng, IC3PEAK |
| Dimanche | Macklemore, Aya Nakamura, Roméo Elvis, De La Soul, Interpol, Two Door Cinema Club, Beirut, Clara Luciani, Malaa, Synapson, Systema Solar                                                     |

Pour la première fois depuis la création du festival, le camping devient payant (10 €). Cette décision est justifiée par l'annonce de nombreuses améliorations telles que la scène Camping, qui a accueilli des artistes comme Astaffort Mods, Arnaud Rebotini, Mandana, Popof, Julian Jeweil, Dombrance, Naive New Beaters, Folamour, Omar Jr, Corine, Biffty ou encore La Fine Équipe.
L’édition 2019 accueille 162 000 visiteurs, un record par rapport aux années précédentes. À l’approche de la 25e édition, et grâce au nouvel organisateur (Olympia Production), le festival renforce ses ambitions par rapports aux éditions précentes.

#### 2018
La 22e édition du festival se déroule du 28 juin au 1er juillet 2018, avec comme invité exceptionnel Indochine. Le festival dure 4 jours, comme pendant l'édition de 2015, avec la réception de Muse. Les premiers artistes annoncés sont :
| Jour              | Artistes |
| ----------------- | --- |
| Jeudi             | Indochine, Damso, Django Django, Angèle, Shame, The Blaze, Joris Delacroix, Siz, Wizard - Dj Diplomatico, No(w) Futur |
| Vendredi          | Marilyn Manson, Orelsan, Odesza, Eddy de Pretto, Rilès, Amelie Lens, Polo & Pan, Black Coffee, Lorenzo, Bon Entendeur, Tshegue, Confidence Man, Mars Red Sky, Équipe de Foot, Charles X, MNNQNS, Boy Azooga, Last Train, Curtis, Junior B2B Paul Alpine, François Del Mundo, Fabio Lopes |
| Samedi            | DJ Snake, Nekfeu, Charlotte Gainsbourg, Nina Kraviz, Black Rebel Motorcycle Club, Dixon, Mura Masa, Bicep, The Vaccines, Mungo's Hi Fi, Rodriguez Jr & Liset Alea, Fat White Family, Purple Disco Machine (annulé), Smokey Joe & The Kid, Trackhead, Lewis Evans, Ryon, Nahksookaw, Scars, Alam, Franck & Damien, Pierre Nesta, Les Autres, Dusale Sound System, S-Even, Paolo Cortes, David Sea, Esteban |
| Dimanche (annulé) | Macklemore, Tryo, MGMT, Imany, Synapson, Arthur H, Parcels, Roméo Elvis, Therapie Taxi, Les Hurlements d'Léo, L'Impératrice, Petit Fantôme, Garosound System, Wallace, La Brigade Du Kif, Will Barber, Mat Frapading, Bordeaux Open Air B2B Les Îlots Électroniques, Mangabey, Canal 113 |

À la suite de polémiques concernant le chanteur Bertrand Cantat, son concert prévu avec Amor Fati, prévu le dimanche 1er juillet, est annulé. Il est remplacé par celui de Imany.
La journée du dimanche est finalement annulée pour cause de tempêtes.

#### 2017
La 21e édition est prévue du 30 juin au 2 juillet 2017, avec un retour au format 3 jours. 105 000 festivaliers ont été annoncés par le compte X de l'évènement. Garorock a ajouté une cinquième scène, la scène « Jungle » située au camping du festival. Les artistes sur cette scène y jouent l'après-midi et animent le camping.
| Jour     | Artistes |
| -------- | --- |
| Vendredi | Georgio, Beth Ditto, MØ, Foals, Phoenix, Diplo, Kungs, Solomun, Naya, Nothing but Thieves, Tommy Cash, Little Big, Therapie Taxi, Batuk, Dj Pomponette, Rusty Hook, French Fuse, Contre-façon, Jennifer Cardini, Cosmic Boys, Mike Rock                                                        |
| Samedi   | N'To & Joachim Pastor Presents Sinner, Flatbush Zombies, La Femme, London Grammar, M.I.A, Vitalic, Mr. Oizo, Stand High Patrol, Berri Txarrak, Rat Boy, HO99O9, Mat Bastard, Pan-Pot, Sam Paganini, Northnord, DJ Skillz, Trinix, La Fine Équipe, Jumo, Schalchthofbronx, Rebeka Warrior, Oxia |
| Dimanche | Motivés!, Milky Chance, Petit Biscuit, Mac Miller, Royal Blood, Justice, Lysistrata, Panama Bende, Michael Kiwanuka, Her, FFF, Labat, Real J, Neue Grafik, Loner, Pouvoir Magique |

#### 2016
Pour le 20e anniversaire du festival, Garorock s'est exceptionnellement déroulé sur quatre jours, comptant comme têtes d'affiche le groupe de rock Muse et le duo électro Disclosure. C'est une édition record, qui accueille plus de 130 000 festivaliers.
| Jour     | Artistes |
| -------- | --- |
| Jeudi    | Muse, Ghinzu, Synapson, X Ambassadors, YAK, Sunset Sons, Stereoclip, Moscoman, Mondowski, Xuitek Fanatek |
| Vendredi | Jamie XX, The Kills, Jain, Lilly Wood and the Prick, Glass Animals, Casseurs Flowters, Feder, Amine Edge & Dance, Soom T, Biga Ranx, Kölsch, Raggatek Live Band, Flavien Berger, Naive New Beaters, Las Aves, Petit Biscuit, Comah, Nicola Cruz, Woodini, Costello, Mondowski, Peolo Cortes, Black Jersey |
| Samedi   | Ratatat, Flume, M83, Boys Noize, Deluxe, The Shoes, Slaves, Ed Banger House Party, Odezenne, Panda Dub, Thylacine, Unknown Mortal Orchestra, Mawimbi, MHD, AA, NUIT, Julian Jeweil, Dengue Dengue Dengue, Douchka, Dj Khalab, Robert Robert, Poirier, Esteban, Mr Bongo, Jusaï                            |
| Dimanche | Disclosure, The Hives, Method Man & Redman, Vald, Yelawolf, Jagwar Ma, Savages, Caravan Palace, Caribbean Dandee, Charles Badley & His Extraordinaries, Mass Hysteria, 42.195, J-Zbel, Zaltan, Leroy Washington, Laroze, 123 MRK, Xuitek Fanatek, Paolo Cortes vs Esteban                                 |

#### 2015
La 19e édition a attiré plus de 80 000 personnes.
Le budget pour cette édition est de 4,2 millions d'euros.
- Scène Garonne (Pression Live)
  - Alo Wala, SOJA, Die Antwoord, Infected Mushroom, Popof, Chinese Man, Alt-J, Buraka Som Sistema, Massilia Sound System, Angus & Julia Stone, Archive.
- Scène de la Plaine
  - Electric Octopus Orchestra, A$ap Rocky, Christine and the Queens, Tale Of Us, Fakear, The Dø, Siriusmodeselektor, Brodinski, Brigitte, Of Monsters and Men, Paul Kalkbrenner.
- Scène du Trec
  - John And The Volta, The Jon Spencer Blues Explosion, Findlay, Last Train, Bo Ningen, N'to, Vandal, Casablanca Drivers, The Dedicated Nothing, Kid Wise, Salut c'est cool, Danger, Dub Fx, Daniel Avery, Dj Pone, Marek Hemmann, The Districts, Jungle, The Avener, Run the Jewels.
- Garoclub
  - Quentin, DJ Fly, Milu Milpop, Jonathan Toubin, Dcftd, Fils Unique, François Ier, Costello] Aert Prog, Don Rimini, No(w) Futur, Garosound, Greg Und Simon, Black Jersey.

#### 2014
La 18e édition est marquée par l'annulation de la journée du samedi 28 juin en raison d'une alerte météo orange. Le festival bat néanmoins son record d'affluence avec 65 000 festivaliers présents aux concerts sur la Plaine de la Filhole.
- Vendredi 27 juin
  - Phoenix, Franz Ferdinand, Massive Attack, Gesaffelstein, Bakermat, Naâman, Marmozets, Set & Match, Costello, Stand High Patrol, Young Fathers, The Bohicas, Samba de la Muerte, Be quiet, Mondowski, Simina Grigoriu, Sebastien Guardiola vs. Yoan L., Léo Zerbib.
- Samedi 28 juin (annulée)
  - DÉTROIT, Buraka Som Sistema, Popof, Casseurs Flowters, Brodinski, Fauve, Darkside (groupe), FFF, Seth Gueko, PRETTY LIGHTS, CARBON AIRWAYS, Kid Wise, Aert Prog, Valy Mo, Dcftd, BELLA SARRIS, Don Rimini, TRUST CAN, PERFECT HAND CREW, John And The Volta, Casablanca Drivers.
- Dimanche 29 juin
  - Shaka Ponk, Skrillex, Gojira, Gramatik, Rodrigo y Gabriela, La Rue Ketanou, BORIS BREJCHA, Deluxe, Deltron 3030, TELEGRAM, HAR MAR SUPERSTAR, PARQUET COURTS, ACID ARAB, MILU, FUNK EFFECT, CLAIRE, VILIFY, SKILLZ.

#### 2013
- Vendredi 28 juin (fin à 5h15)
  - Grandes scènes (en alternance) : 18h30 SFR Jeunes talents ; 19h Fat Freddy’s Drop ; 20h15 Bad Religion ; 21h30 Asaf Avidan ; 22h45 Wax Tailor ; 0h15 Die Antwoord ; 1h30 Vitalic «VTLZR» ; 3h Birdy Nam Nam.
  - Scène du Trec : 19h SFR Jeunes talents ; 20h The Bots ; 21h15 Grems ; 22h40 We Are Enfant Terrible ; 0h00 Suuns ; 1h15 Far Too Loud ; 2h20 Fritz Kalkbrenner ; 3h25 Animals In Cage.
- Samedi 29 juin (fin à 4h45)
  - Grandes scènes (en alternance) : 17h SFR Jeunes talents ; 17h30 Crane Angels ; 18h30 Patrick Watson ; 19h45 Willy Moon ; 21h Saez ; 22h15 Skip the Use ; 23h30 Bloc Party ; 0h45 Black Rebel Motorcycle Club ; 2h15 Paul Kalkbrenner.
  - Scène du Trec : 18h SFR Jeunes talents ; 19h10 Biga Ranx ; 20h30 Fidlar ; 21h50 Skip&Die ; 23h10 Dope D.O.D. ; 0h25 Joris Delacroix ; 1h30 Bounce !!! ; 2h50 Make The Girl Dance.
- Dimanche 30 juin (fin à 4h30)
  - Grandes scènes (en alternance) : 15h30 J.C. Satàn ; 16h15 The Excitements ; 17h15 Lilly Wood & The Prick ; 18h30 Alborosie ; 19h45 Iggy & The Stooges ; 21h15 Mika ; 22h45 Two Door Cinema Club ; 0h00 Airbourne ; 1h00 Laurent Garnier.

#### 2012

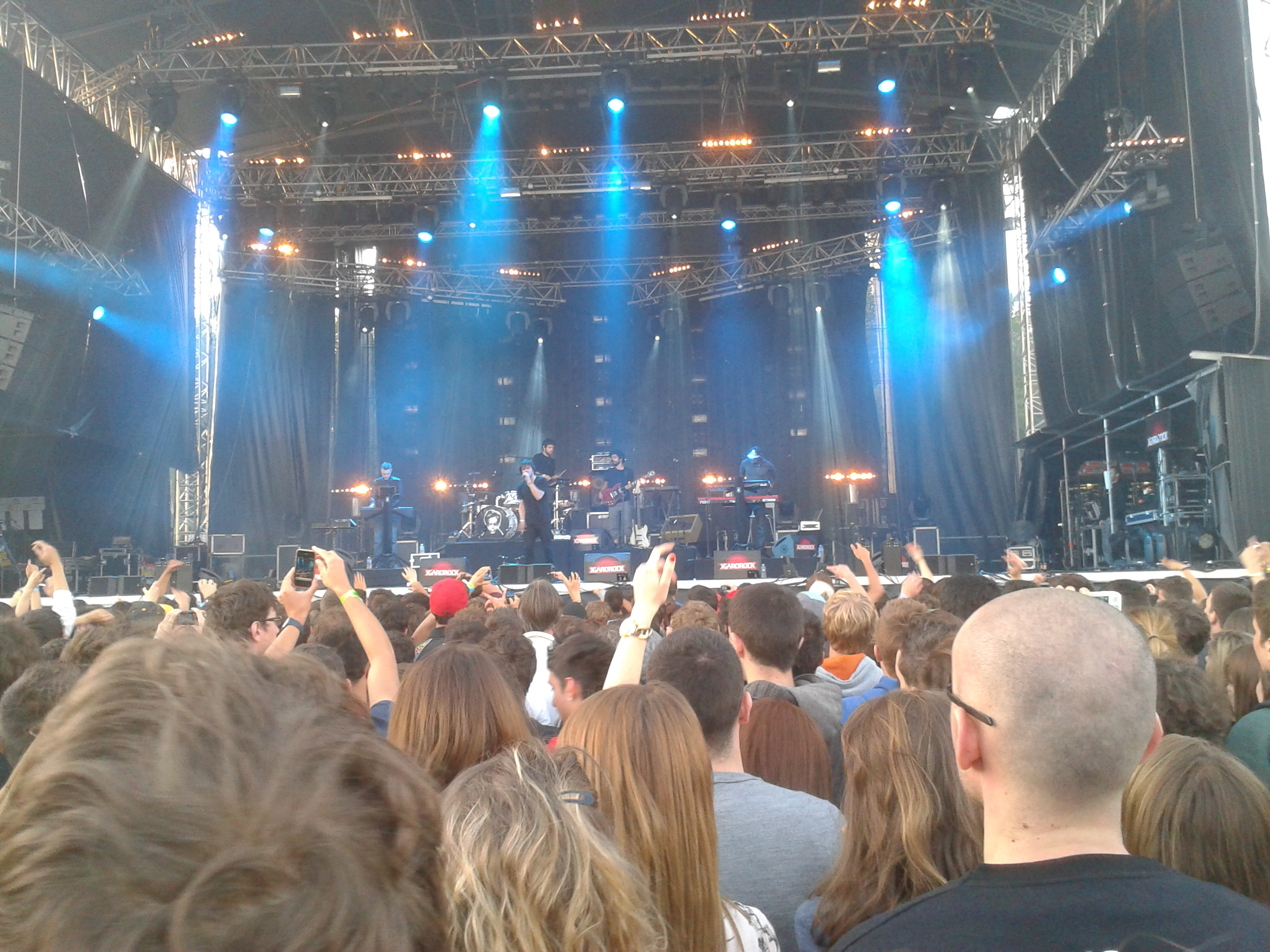
Orelsan sur la Scène de la Plaine le vendredi 8 juin

L'édition 2012 est un tournant dans l'histoire de Garorock. D'ordinaire organisé au Parc des Expositions de Marmande, d'une capacité de 3 hectares, ce sont désormais les 22 hectares de la Plaine de la Filhole, non loin de la Garonne, qui accueillent les festivaliers. Le festival entre aussi dans une nouvelle ère en termes de programmation : il reçoit des stars internationales telles que David Guetta, The Offspring ou encore Charlie Winston. La programmation traditionnelle du Garorock n'est pas abandonnée pour autant : plusieurs têtes d'affiches françaises et de jeunes talents continuent d'y être invités.
Au total, les trois jours de festival réunissent 50 000 festivaliers. Le site pouvant accueillir jusqu'à 180 000 personnes (dix fois la population de Marmande) et le record de fréquentation du festival (57 000 spectateurs en 2010) n'ayant pas été battu, les organisateurs tablent sur une montée en puissance du festival dans les années à venir pour en faire le festival de musique le plus important du Grand-Sud.
| Jour             | Scène Garonne Pression Live                                               | Scène de la Plaine Digitick                                                    | Scène du Trec                                                                                        |
| ---------------- | ------------------------------------------------------------------------- | ------------------------------------------------------------------------------ | --- |
| Vendredi 8 juin  | Kid Bombardos Friendly Fires Skip the Use Modeselektor                    | If the Kifs 1995 Orelsan Metronomy David Guetta                                | Feldub & Friends DJ Stanbul Smokey Joe & The Kid Dirty Honkers Tha New Team Dirtyphonics             |
| Samedi 9 juin    | Odezenne Citizens! Foreign Beggars The Specials NOFX The Bloody Beetroots | Backstage Rodeo We Were Promised Jetpacks Puppetmastaz Selah Sue The Hives C2C | K-Ohm Vörse Radio Bomb Reversatile Mr Magnetix La Fine Équipe Christine Bar 9 Bare Noize Tha Trickaz |
| Dimanche 10 juin | Pendentif Breton Izia The Ting Tings Cypress Hill                         | Boulevard des airs Charlie Winston Dionysos The Offspring                      | |

#### 2011
| Jour              | Scène Pression Live | Hall Digitick                                                                                              | Scène Woodbrass                                                                                                  | Le Club                                                                               |
| ----------------- | --- | --- | --- | ------------------------------------------------------------------------------------- |
| Vendredi 8 avril  | Quadricolor True Live Morcheeba Apocalyptica Dub Incorporation Étienne de Crécy                                                 | MOPA King Charles The Congos vs Abyssinians Massilia Sound System Goose High Tone                          | Mars Red Sky Lazywall Filewile The Bewitched Hands Nasser Blitz The Ambassador Bonaparte                         | Clarks Secret Maker Beataucue Designer Drugs Fuckkk OFFF                              |
| Samedi 9 avril    | The Shelters Puggy Ben l'Oncle Soul Tiken Jah Fakoly The Streets DJ Mehdi & Busy P présent "Let the Childrens Techno" SebastiAn | Random Recipe The Automators The Shoes Miyavi Jamaica The Jim Jones Revue Success The Japanese Popstars    | Restavrant Vismets Haoussa The Hundred in the Hands Toxic Avenger The Thermals Fortune Afrodizz                  | Dj Kayalik Dubmood Depth Affect Mr MagnetiX Mike Rock Eye Dolls Nobody Beats The Drum |
| Dimanche 10 avril | Hangar Julian Perretta Les Ogres de Barback AaRON Philippe Katerine Raekwon Magnetic Man Crookers                               | Triggerfinger Moussu T E Lei Jovents Ely Paperboy Reed Shaka Ponk The Original Wailers Breakbot M.A.N.D.Y. | Sly Johnson Dirty Fonzy Pigeon John Stupeflip The Legendary Tigerman sexy Sushi Flobots Shaolin Temple Defenders | Blackout Sound System Crazy B Dr Lektroluv Congorock                                  |

#### 2010
| Jour             | Hall Expo                                                                                            | Grand chapiteau                                                                                         |  | Petit chapiteau |
| ---------------- | --- | --- |  | --- |
| Vendredi 2 avril | United Fools Solillaquists of Sound Izia Heavy Trash Le Peuple de l'Herbe Rootz Underground Le Matos | Cea Nouvelle Vague Mickey 3D Archive Raggasonic Crookers Pendulum & MC I.D. Popof                       |  | The Jouby's Casa Crew Krazy Baldhead Poni Hoax Pony Pony Run Run Delinquent Habits Scratch Pervets Noob                                    |
| Samedi 3 avril   | X Syndicate Hypnotic Brass Ensemble Danakil Java Nneka New Politics Don Rimini The Subs              | Rebelution Gizelle Smith & The Mighty Mocambos Alpha Blondy Ghinzu Wax Tailor Mr Oizo The Whip          |  | Zak Laughed The Bewitched Hands On The Top Of Our Heads The Heavy Eiffel The Beatnuts We Have Band Miss Platnum Duchess Says Mikix the Cat |
| Dimanche 4 avril | PacoVolume Piers Faccini Mass Hysteria C-mon & Kypski Alborosie Antipop Consortium Doctor Flake      | The Jessie Rose Trip Alice Russell Renan Luce Sepultura Mos Def De La Soul The Bloody Beetroots DJ Pone |  | Opium du Peuple Disiz Ultra Vomit DJ Zebra Ce'Cile Skip the Use Zenzile Loo & Placido Le Catcheur et la Pute                               |

### Années 2000

#### 2009
| Jour             | Hall Expo                                                                 | Grand chapiteau                                                                              | Petit chapiteau                                                                                      |
| ---------------- | ------------------------------------------------------------------------- | -------------------------------------------------------------------------------------------- | --- |
| Vendredi 3 avril | Babyshambles Ice Cube The Dodoz Miss Kittin & The Hacker Cocoon           | Puppetmastaz LKJ Oxmo Puccino Karkwa Chinese Man Hangar                                      | Guru's Jazzmattazz Surkin Elisa do Brasil & Miss Trouble Kap Bambino Oaistar Refractory Pulpalicious |
| Samedi 4 avril   | Radio Moscow Les Wampas Arthur H Assassin Yuksek Chrome Hoof Beat Torrent | The Bewitched Hands Stuck in the sound Patrice Dub Incorporation Gojira Brodinski Erol Alkan | Novartone Fez City Clan Belleruche Les Dales Hawerchuk Sporto Kantes Metronomy South Central         |
| Dimanche 5 avril | Ana M Sebastian Sturm Ebony Bones Debout sur le zinc Aswad Shantel        | The Dynamics Caravan Palace Thomas Dutronc Toots and the maytals Keziah Jones                | Mute Neimo Refractory Second Sex Mongrel Naive New Beaters Kaly Live Dub                             |

#### 2008
| Jour             | Grande scène                                                                   | Grand chapiteau                                                          | Petit chapiteau                                                                         |
| ---------------- | ------------------------------------------------------------------------------ | ------------------------------------------------------------------------ | --------------------------------------------------------------------------------------- |
| Vendredi 4 avril | Method Man & Redman Birdy Nam Nam Groundation X Makeena                        | Modeselektor Yuksek Girls in Hawaii Svinkels Carabine Busdriver          | - Amon Tobin The Driver Black Strobe Zong - Beat Assailant Haoussa                      |
| Samedi 5 avril   | Mobydick & Masta Flow Cocorosie Le Peuple de l'Herbe IAM 2 Many DJ's High Tone | Psykup Lofofora Massilia Sound System Wax Tailor Mix Master Mike Missill | Bob Log III Gatineau Kid Koala The Tellers The Bellrays Dead Kids Dirty Fonzy Dusty Kid |
| Dimanche 6 avril | Cali La Rue Kétanou Israel Vibration The Congos                                | Pigalle BB Brunes Hushpuppies Izia                                       | Dub Pistols Bauchklang Kid Bombardos Empyr Dub Trio                                     |

#### 2007

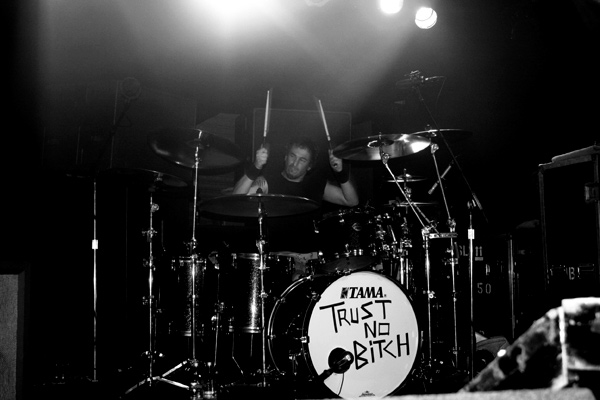
Abe Cunningham jouant avec les Deftones

| Jour             | Grande scène                                                                                 | Grand chapiteau | Scène dickies                                                               | Scène découverte Myspace                                                                                     |
| ---------------- | -------------------------------------------------------------------------------------------- | --- | --------------------------------------------------------------------------- | --- |
| Vendredi 6 avril | Gecko Palace Un air, deux familles (Les Ogres de Barback Vs Les Hurlements D'Léo) Tété Trust | Tinariwen Debout Sur Le Zinc Les Wriggles Ojos de Brujo                                                                                 | Pierre Guimard Mademoiselle K Herman Dune Babylon Circus                    | Karpatt Emily Loizeau Darga Loïc Lantoine                                                                    |
| Samedi 7 avril   | Babylon Circus Les Ogres de Barback Deftones Digitalism Vitalic Teenage Bad Girl             | Axiom Yelle La République Sauvage (Les Hurlements D'Léo VS L'Enfance Rouge Joey Starr CSS Center of the Earth : Puppetmastaz VS Maniacx | The Losts Communists Izia Will Haven Hey Gravity New Bomb Turks Alec Empire | Spooky Jam Galaxie 500 Undirector Tilly and the Wall Cosmik Connection John Lord Fonda The Pénélope DJ Moule |
| Dimanche 8 avril | Babylon Circus Sanseverino Public Enemy DJ Qbert !!!                                         | 0800 MAP H-kayne Olivia Ruiz Asian Dub Foundation Laurent Garnier Hexstatic                                                             | Nelson I Love UFO Adam Kesher Alamo Race Track ZZZ Missill                  | L'Enfance Rouge Standard Nevrotic Explosion Undergang Winston McAnuff Uht° Boys Noize Ellen Allien Missill   |

#### 2006
| Jour              | Grande scène                                                                              | Scène groove                                                                               | Scène rock                                                                          | Scène Dickies |
| ----------------- | ----------------------------------------------------------------------------------------- | ------------------------------------------------------------------------------------------ | ----------------------------------------------------------------------------------- | --- |
| Vendredi 14 avril | Les Ogres de Barback Les Têtes Raides Babylon Circus                                      | Les Croquants Dirty Fonzy Arthur H                                                         |                                                                                     | |
| Samedi 15 avril   | M. le Directeur Hurra Torpedo The Remains Dionysos Louise Attaque Seeed Dub Incorporation | AÏWA Hoba Hoba Spirit Kaophonic Tribu Gentleman & Far East Band Maniacx Sayag Jazz Machine | 54 Nude Honeys Quidam Oaistar Dirty Babylon Breaker Clawfinger Tagada Jones         | MJC Clandestine Shaolin Temple Defenders Wax Taylor Brain Damage Cuizinier (TTC ft Orgasmic (Klub des loosers) Missill Akro & Wizzla ft Zaiane Freemane |
| Dimanche 16 avril | The Evils Loïc Lantoine The Exploited Les Wampas Mickey 3D High Tone Agoria               | Flying Pooh H-kayne Art Brut Vive La Fête Birdy Nam Nam Hilight Tribe                      | Demolition Doll Rods Hushpuppies Young Gods Gojira Kill the Young DJ Zebra (Mashup) | Karlit & Kabok The Craftmen Club Yvan Marc Motormark K2R Riddim Punish Yourself Interlope                                                               |

#### 2005
| Jour               | Grande scène                                                                                     | Scène groove                                                        | Scène rock                                                                                    | Théâtre de rue                                                     |
| ------------------ | ------------------------------------------------------------------------------------------------ | ------------------------------------------------------------------- | --------------------------------------------------------------------------------------------- | ------------------------------------------------------------------ |
| Vendredi 1er avril | Max Roméo & The Free People Band Popa Chubby Mano Solo Taraf de Haïdouks Debout Sur Le Zinc      | Shantel Bucovina Club DJ Set Zenzile Oaistar La Varda Nosfell Lmz   | Sidilarsen The Film Didier Super The Devil Makes 3 Dirty Fonzy The Wild Bud                   | Les Têtes de Vainqueurs 12 balles dans la peau                     |
| Samedi 2 avril     | DJ Vadim présent One Self Ninja Tune Le Peuple de l'Herbe Anthony B Lofofora Babylon Circus AqME | Missill Rubin Steiner Puppetmastaz Svinkels Mei Tei Sho JMPZ Aïzell | Powersolo Nashville Pussy Ghinzu The Saints Hollywood Porn Stars Kabu Ki Buddha Il Fulgurante | Les Têtes de Vainqueurs 12 Balles dans la peau Musclhard Undergang |

#### 2004
Freestylers, La Ruda Salska, No Means No, Les Hurlements d'Leo, Mardi Gras Brass Band, Enhancer, Improvisators Dub, Tagada Jones, TTC, Soledad Brothers, Tokyo Sex Destruction, Jerry Spider Gang, La Phaze, Bikini Machine, Sayag Jazz Machine, The Film, Shunatao, Move Your Fingers, Kool Ade Acid Test, Raymundo Theater, Dj Pea.k

#### 2003
Ska-P, Les Ogres de Barback, Lofofora, High Tone, les Cameleons, Zenzile, X Syndicate, Interlope, King Khan & his Shrines, Bikini Machine, Aiwa, Starshit, Cowboys from Outerspace, Nitrohardcore, The Magnetix, La Patchanka

#### 2002
Mass Hysteria, Les Wampas, Burning Heads, Babylon Circus, Enhancer, Troublemakers, Kid Loco, Truskool and Daddy Mory, Löbe, Wonky Monkees, Jerry Spider Gang, Weak, Dj Tro, Dj Digame, F.I.R.M

#### 2001
Chokebore, La Ruda Salska, Pigzwilltoast, Le Peuple De L'Herbe, Watcha, Spook & The Guay

#### 2000
U-Roy, Marcel et son Orchestre, Les Cameleons, Marto's Pikeur Orchestra, Double Embrouille

### Années 1990

#### 1999
Matmatah, Fabulous Trobadors, Linton Kwesi Johnson & the Dennis Bovell Dub Band, The Skatalites, Pierpoljak, Amparanoia, Jean Louis 2000 & Monique & Raymond Star System, Fifres de Garonne, Les Arrosés, Ska War

#### 1998
Celtas Cortos, Fermin Muguruza Eta Dut, Ludwig Von 88, Flor Del Fango, Joxe Ripiau

#### 1997
Les Sheriff, Les Wampas, Banlieue Rouge, Headcleaner, Maximum Kouette